# Галактика Пуголовок
Галактика Пуголовок, також відома як UGC 10214 і Arp 188, — сильно збурена спіральна галактика з баром, розташована на відстані 420 мільйонів світлових років від Землі в сузір'ї Дракона. Її найпомітнішою особливістю є припливний хвіст довжиною близько 280 000 світлових років. Його розмір пояснюється нещодавнім злиттям із меншою галактикою, яке, як вважають, відбулося приблизно 100 мільйонів років тому. Галактика містить багато яскравих блакитних зоряних скупчень, утворених під час злиття, деякі з яких містять до мільйона зір.
Припускають, що компактна галактика-супутник перетнула галактику Пуголовок зліва направо з точки зору Землі й була відкинута гравітаційним тяжінням за галактику Пуголовок. Під час цього зіткнення галактик припливні сили витягнули зорі, газ та пил спіральної галактики, утворивши добре помітний хвіст. Галактика-супутник за оцінками може лежати на відстані приблизно 300 000 світлових років позаду Пуголовка, її можна побачити крізь спіральні рукави Пуголовка у верхньому лівому куті. Як і земні пуголовки, Галактика Пуголовок з часом має втратити свій хвіст; зоряні скупчення у хвості утворюють менші супутники великої спіральної галактики.
В галактиці Пуголовок спостерігалися дві наднові. SN 2007cu була відкрита 27 червня 2007 року з видимою зоряною величиною 18,9, а SN 2008dq — 25 червня 2008 року з видимою зоряною величиною 18,3.
У квітні 2002 року камера ACS космічного телескопа Габбл зняла зображення галактики, яке містить 6000 фонових галактик.